# Agrilus solieri

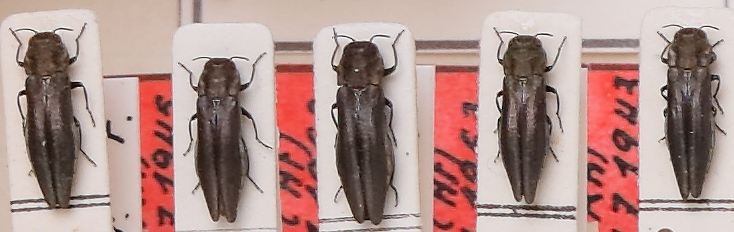
Muestra del Agrilus Solieri en el Museo de Historia Natural de Berna

Agrilus solieri es una especie de insecto del género Agrilus, familia Buprestidae, orden Coleoptera.
Fue descrita científicamente por Gory & Laporte, 1837.